# Nuoto ai XVII Giochi paralimpici estivi - Uomini 400 metri stile libero
Le gare di nuoto 400 metri stile libero maschili ai XVII Giochi paralimpici estivi si sono svolte tra il 29 agosto e il 6 settembre 2024 alla Paris La Défense Arena.

## Programma
Sono stati disputati 6 eventi, articolati in una serie di batterie di qualificazione in mattinata; la finale è stata disputata nel pomeriggio/sera del medesimo giorno. Ha fatto eccezione la classe S11, di cui è stata disputata direttamente la finale.
| S6  |   |   |  |   |   |   |  |  |   |   |  |  |   |   |  |  | B | F |
| S7  |   |   |  |   |   |   |  |  | B | F |  |  |   |   |  |  |   |   |
| S8  |   |   |  |   |   |   |  |  |   |   |  |  | B | F |  |  |   |   |
| S9  | B | F |  |   |   |   |  |  |   |   |  |  |   |   |  |  |   |   |
| S11 |   |   |  | F |   |   |  |  |   |   |  |  |   |   |  |  |   |   |
| S13 |   |   |  |   | B | F |  |  |   |   |  |  |   |   |  |  |   |   |

| M | mattina | P | pomeriggio/sera |

| B | Batterie | F | Finale per medaglia d'oro |

## Risultati
Tutti i tempi sono espressi in minuti e secondi.

### S6
Le gare si sono svolte il 6 settembre 2024.
| Pos. | Atleta                           | Nazione  | Tempo   | Note                |
| ---- | -------------------------------- | -------- | ------- | ------------------- |
|      | Talisson Henrique Glock          | Brasile  | 4:49,55 | Record panamericano |
|      | Antonio Fantin                   | Italia   | 4:49,99 |                     |
|      | Jesus Alberto Gutierrez Bermudez | Messico  | 5:07,00 |                     |
| 4    | Tang Qian                        | Cina     | 5:11,85 |                     |
| 5    | Luo Jinbiao                      | Cina     | 5:14,64 |                     |
| 6    | Raul Gutierrez Bermudez          | Messico  | 5:22,41 |                     |
| 7    | Lorenzo Perez Escalona           | Cuba     | 5:23,52 |                     |
| 8    | David Felipe Rendon Acosta       | Colombia | 5:23,82 |                     |

### S7
Le gare si sono svolte il 2 settembre 2024.
| Pos. | Atleta           | Nazione                     | Tempo   | Note |
| ---- | ---------------- | --------------------------- | ------- | ---- |
|      | Federico Bicelli | Italia                      | 4:38,70 |      |
|      | Andrii Trusov    | Ucraina                     | 4:40,17 |      |
|      | Inaki Basiloff   | Argentina                   | 4:40,27 |      |
| 4    | Evan Austin      | Stati Uniti                 | 4:48,91 |      |
| 5    | Aleksei Ganiuk   | Atleti Paralimpici Neutrali | 4:57,66 |      |
| 6    | Ernie Gawilan    | Filippine                   | 5:03,18 |      |
| 7    | Huang Xianquan   | Cina                        | 5:09,53 |      |
| 8    | Yurii Shenhur    | Ucraina                     | 5:13,31 |      |

### S8
Le gare si sono svolte il 4 settembre 2024.
| Pos. | Atleta            | Nazione                     | Tempo   | Note                |
| ---- | ----------------- | --------------------------- | ------- | ------------------- |
|      | Alberto Amodeo    | Italia                      | 4:23,23 |                     |
|      | Reid Maxwell      | Canada                      | 4:23,90 | Record panamericano |
|      | Andrei Nikolaev   | Atleti Paralimpici Neutrali | 4:24,00 |                     |
| 4    | Noah Jaffe        | Stati Uniti                 | 4:25,07 |                     |
| 5    | Matthew Torres    | Stati Uniti                 | 4:32,25 |                     |
| 6    | Callum Simpson    | Australia                   | 4:34,79 |                     |
| 7    | Xu Haijiao        | Cina                        | 4:36,34 |                     |
| 8    | Inigo Llopis Sanz | Spagna                      | 4:37,29 |                     |

### S9
Le gare si sono svolte il 29 agosto 2024.
| Pos. | Atleta                         | Nazione   | Tempo   | Note |
| ---- | ------------------------------ | --------- | ------- | ---- |
|      | Ugo Didier                     | Francia   | 4:12,55 |      |
|      | Simone Barlaam                 | Italia    | 4:14,16 |      |
|      | Brenden Hall                   | Australia | 4:15,61 |      |
| 4    | Timothy Hodge                  | Australia | 4:16,17 |      |
| 5    | Jacobo Garrido Brun            | Spagna    | 4:16,49 |      |
| 6    | Sam De Visser                  | Belgio    | 4:21,23 |      |
| 7    | Taiyo Kawabuchi                | Giappone  | 4:23,15 |      |
| 8    | Andrey Ribeiro Woyczak Madeira | Brasile   | 4:27,25 |      |

### S11
La gara si è svolta il 30 agosto 2024.
| Pos. | Atleta           | Nazione     | Tempo   | Note           |
| ---- | ---------------- | ----------- | ------- | -------------- |
|      | David Kratochvil | Rep. Ceca   | 4:26,34 | Record europeo |
|      | Rogier Dorsman   | Paesi Bassi | 4:31,34 |                |
|      | Uchu Tomita      | Giappone    | 4:32,33 |                |
| 4    | Hua Dongdong     | Cina        | 4:36,13 |                |
| 5    | Marco Meneses    | Portogallo  | 4:36,36 |                |
| 6    | Danylo Chufarov  | Ucraina     | 4:36,94 |                |
| 7    | Mykhailo Serbin  | Ucraina     | 4:41,33 |                |
| 8    | Zhang Bowen      | Cina        | 5:22,77 |                |

### S13
Le gare si sono svolte il 31 agosto 2024.
| Pos. | Atleta               | Nazione                     | Tempo   | Note |
| ---- | -------------------- | --------------------------- | ------- | ---- |
|      | Ihar Boki            | Atleti Paralimpici Neutrali | 3:58,37 |      |
|      | Alex Portal          | Francia                     | 4:00,21 |      |
|      | Kylian Portal        | Francia                     | 4:05,99 |      |
| 4    | Kyrylo Garashchenko  | Ucraina                     | 4:06,38 |      |
| 5    | Vladimir Sotnikov    | Atleti Paralimpici Neutrali | 4:14,61 |      |
| 6    | Nathan Hendricks     | Sudafrica                   | 4:18,05 |      |
| 7    | Ivan Salguero Oteiza | Spagna                      | 4:19,92 |      |
| 8    | Yauheni Kavalionak   | Atleti Paralimpici Neutrali | 4:24,73 |      |